# إمليل (أسني)
إمليل هي إحدى مشيخات المملكة المغربية، تتبع جغرافيا لإقليم الحوز وإداريًا لأسني. يقدر عدد سكانها بـ 8843 نسمة حسب الإحصاء الرسمي للسكان والسكنى لسنة 2004.

## المناخ
يظهر الجدول التالي التغييرات المناخية على مدار السنة لإمليل:
| البيانات المناخية لـإمليل         | البيانات المناخية لـإمليل | البيانات المناخية لـإمليل | البيانات المناخية لـإمليل | البيانات المناخية لـإمليل | البيانات المناخية لـإمليل | البيانات المناخية لـإمليل | البيانات المناخية لـإمليل | البيانات المناخية لـإمليل | البيانات المناخية لـإمليل | البيانات المناخية لـإمليل | البيانات المناخية لـإمليل | البيانات المناخية لـإمليل | البيانات المناخية لـإمليل |
| الشهر                             | يناير                     | فبراير                    | مارس                      | أبريل                     | مايو                      | يونيو                     | يوليو                     | أغسطس                     | سبتمبر                    | أكتوبر                    | نوفمبر                    | ديسمبر                    | المعدل السنوي             |
| --------------------------------- | ------------------------- | ------------------------- | ------------------------- | ------------------------- | ------------------------- | ------------------------- | ------------------------- | ------------------------- | ------------------------- | ------------------------- | ------------------------- | ------------------------- | ------------------------- |
| متوسط درجة الحرارة الكبرى °م (°ف) | 11.6 (52.9)               | 13.0 (55.4)               | 15.6 (60.1)               | 18.6 (65.5)               | 22.1 (71.8)               | 26.1 (79.0)               | 31.1 (88.0)               | 30.6 (87.1)               | 26.5 (79.7)               | 20.4 (68.7)               | 15.0 (59.0)               | 11.4 (52.5)               | 20.2 (68.3)               |
| متوسط درجة الحرارة الصغرى °م (°ف) | −3.3 (26.1)               | −1.7 (28.9)               | 0.7 (33.3)                | 2.9 (37.2)                | 5.8 (42.4)                | 8.9 (48.0)                | 11.9 (53.4)               | 12.8 (55.0)               | 10.0 (50.0)               | 6.1 (43.0)                | 1.6 (34.9)                | −1.9 (28.6)               | 4.5 (40.1)                |
| الهطول مم (إنش)                   | 62 (2.4)                  | 61 (2.4)                  | 74 (2.9)                  | 72 (2.8)                  | 39 (1.5)                  | 16 (0.6)                  | 4 (0.2)                   | 5 (0.2)                   | 21 (0.8)                  | 47 (1.9)                  | 69 (2.7)                  | 71 (2.8)                  | 541 (21.3)                |
| المصدر: Climate-data.org          |                           |                           |                           |                           |                           |                           |                           |                           |                           |                           |                           |                           |                           |